# Kostomłoty (gemeente)
De gemeente Kostomłoty is een landgemeente in het Poolse woiwodschap Neder-Silezië, in powiat Średzki (Neder-Silezië).
De zetel van de gemeente is in Kostomłoty.
Op 30 juni 2004 telde de gemeente 6941 inwoners.

## Oppervlakte gegevens
In 2002 bedroeg de totale oppervlakte van gemeente Kostomłoty 146,25 km², waarvan:
- agrarisch gebied: 88%
- bossen: 4%

De gemeente beslaat 20,78% van de totale oppervlakte van de powiat.

## Demografie
Stand op 30 juni 2004:
| Omschrijving                   | Totaal | Totaal | Vrouwen | Vrouwen | Mannen | Mannen |
| ------------------------------ | ------ | ------ | ------- | ------- | ------ | ------ |
| eenheid                        | aantal | %      | aantal  | %       | aantal | %      |
| inwoners                       | 6941   | 100    | 3467    | 49,9    | 3474   | 50,1   |
| bevolkingsdichtheid (inw./km²) | 47,5   | 47,5   | 23,7    | 23,7    | 23,8   | 23,8   |

In 2002 bedroeg het gemiddelde inkomen per inwoner 1174,6 zł.

## Plaatsen
Bogdanów, Budziszów, Chmielów, Czechy, Godków, Jakubkowice, Jarząbkowice, Jenkowice, Karczyce, Kostomłoty, Lisowice, Mieczków, Osieczna, Osiek, Paździorno, Piersno, Piotrowice, Pustynka, Ramułtowice, Samborz, Samsonowice, Siemidrożyce, Sikorzyce, Sobkowice, Szymanowice, Świdnica Polska, Wichrów, Wilków Średzki, Wnorów, Zabłoto.

## Aangrenzende gemeenten
Kąty Wrocławskie, Mietków, Miękinia, Środa Śląska, Udanin, Żarów